# Arandu
Arandu est une municipalité brésilienne de l'État de São Paulo et la Microrégion d'Avaré.

## Démographie
| Évolution de la population (municipalité) | Évolution de la population (municipalité) | Évolution de la population (municipalité) | Évolution de la population (municipalité) |
| Année                                     | Population                                |                                           | %±                                        |
| ----------------------------------------- | ----------------------------------------- | ----------------------------------------- | ----------------------------------------- |
| 1970                                      | 5 239                                     |                                           | —                                         |
| 1980                                      | 4 164                                     |                                           | −20,5%                                    |
| 1991                                      | 5 620                                     |                                           | 35,0%                                     |
| 2000                                      | 6 065                                     |                                           | 7,9%                                      |
| 2010                                      | 6 123                                     |                                           | 1,0%                                      |
| 2022                                      | 6 885                                     |                                           | 12,4%                                     |
| ,                                         |                                           |                                           |                                           |